# Bert Bushnell
Bert Bushnell, né le 3 septembre 1921 et mort le 9 janvier 2010, est un rameur d'aviron britannique.

## Carrière
Richard Burnell participe aux Jeux olympiques de 1948 à Londres et remporte la médaille d'or en deux de couple avec Richard Burnell.